# 백스트리트 보이스
백스트리트 보이스(영어: Backstreet Boys)는 1993년 미국 올랜도에서 결성된 팝 그룹이다. 구성원으로는 닉 카터, 케빈 리처드슨, 하위 도로우, A.J. 맥린, 브라이언 리트렐이 있다. 수상은 1999년 빌보드 뮤직 어워드 올해의 아티스트, 올해의 앨범, 올해의 그룹상을 수상하였고 2000년 아메리칸 뮤직 어워드 인기 그룹상을 수상하였다. 2006년 9월 구성원 중 케빈 리처드슨이 탈퇴하였다. 2007년 정식 6집 앨범《Unbreakable》을 발매하였으며 멤버 에이제이 맥린이 솔로 앨범을 준비하며 프로모션 투어를 하고 있다. 2009년 7집앨범 <This Is Us>가 발매되었다.
2011년 8집앨범 활동 시작을 알리는<In a world like this> 싱글을 발표하며 2006년 탈퇴했던 리더 케빈 리처드슨이 복귀하며 원년 5인멤버 체제를 유지했다.
백스트리트 보이스는 그래미 상에 지명된 미국 팝 그룹이다. 그들은 보이 밴드 계의 거물 루 펄먼이 착수하여 만들어낸 첫 번째 그룹이다. 그들은 빌보드 100위 중 가장 인기있는 곡 40위 안에 드는 곡만해도 13개이고, 대략 1억장의 앨범 판매량을 보유하고 있고, 보이 밴드 역사상 전대미문의 가장 상업적 성공을 한 보이밴드이고, 그리고 1997~2005년도에는 콘서트수익(한화 약 6조 원)과 앨범 판매량에선 세계에서 가장 큰 돈벌이꾼이었다.
5년간의 공백을 깨고 2005년에 컴백했을 당시, 그들의 음악은 급격한 변화를 맞이했다. 오직 현장에서 직접 연주할 수 있는 악기(몇몇 악기는 그들이 직접 연주했다)를 사용하고 피아노 바탕의 락 발라드 중심이 되었다.

## 역사

### 구성원
| 이름    | 소개 |
| ------- | --- |
| A.J.    | - 본명 : A.J. 매클레인 (Alexander James "A.J." McLean) - 생년월일 : 1978년 1월 9일(47세) - 출생지 : 미국 웨스트팜비치, 플로리다주 - 포지션 : 보컬, 리드래퍼, 리드댄서 |
| Howie D | - 본명 : 하위 더러 (Howard Dwaine "Howie" Dorough) - 생년월일 : 1973년 8월 22일(51세) - 출생지 : 미국 올랜도, 플로리다주 - 포지션 : 서브보컬                          |
| Nick    | - 본명 : 닉 카터 (Nickolas Gene "Nick" Carter) - 생년월일 : 1980년 1월 28일(45세) - 출생지 : 미국 제임스타운, 뉴욕주 - 포지션 : 메인보컬                              |
| Kevin   | - 본명 : 케빈 리처드슨 (Kevin Scott Richardson) - 생년월일 : 1971년 10월 3일(53세) - 출생지 : 미국 렉싱턴, 켄터키주 - 포지션 : 서브보컬, 메인래퍼, 메인댄서           |
| B-Rock  | - 본명 : 브라이언 리트럴 (Brian Thomas Littrell) - 생년월일 : 1975년 2월 20일(50세) - 출생지 : 미국 렉싱턴, 켄터키주 - 포지션 : 리드보컬                              |

타임라인

### 백스트리트 보이스의 결성과 첫 앨범
루 펄만은 1980년대의 뉴 키즈 온 더 블록의 성공에 영감을 받아, 자신만의 독창적 보이밴드를 만들고자 한다. 1993년에 시행된 몇차례의 신문 광고 및 오디션을 통해 그는 에이제이 매클레인, 하위 더러, 그리고 닉 카터를 모집했다. 그 전부터 있었던 샘 리카타(나중엔 피닉스 스톤이란 그룹에서 활동)와 찰스 에드워즈는 팀을 탈퇴한다. 그 뒤, 케빈 리차드슨이 팀에 합류한다. 결국, 팀은 1993년 4월 9일에 마지막 일원이자 케빈의 사촌인 브라이언 리트럴을 전화상으로 치러진 오디션을 통해 합류시킨다.
그룹 이름인 백스트리트 보이스는 올랜도의 백스트리트 벼룩시장에서 따왔다. 루 펄먼은 사기로 얻은 돈 30억을(결국 그는 폰지형 이자 사기 방식을 사용한 죄로 유죄를 선고 받는다)을 백스트리트 보이스를 만드는 데 사용했다. 그 뒤, 펄먼은 그의 친구 밥 쿠리아노에게 연락해 백스트리트 보이스의 첫 곡을 작곡 및 프로듀싱해달라 요청한다. 그들의 가장 처음으로 녹음된 두 곡은 쿠리아노가 작곡 및 프로듀싱한 "Lover Boy" 와 리메이크한 "Get Ready"였다.
그들의 첫 번째 콘서트는 1993년 6월 8일, 올란도, 플로리다의 시월드(SeaWorld)에서 3000여명의 십대들을 상대로 한 공연이었다. 펄만은 후에 학교 축제, 백화점 등에 그들의 공연을 하게 했고, 뉴 키즈 온더 블록과 함께 일했던 조니 라이트와 도나 라이트에게 그룹 매니저 역할을 맡겼다. 유럽에서의 인기도는 점점 자라났고, 그리고 백스트리트 보이스는 1996년 데뷔를 한다. 독일에서 TV 시청자들이 뽑은 세계적인 그룹 1위에 선정된 것이다. "I'll Never Break Your Heart"가 독일에서 Gold 인증을 받고, 오스트리아에선 1위를 한다. 백스트리트 보이스는 그들의 첫 번째 플래티넘 인증을 독일에서 받았고, 그 이후, 아시아와 캐나다에서 콘서트 투어를 한다. 그들은 세계적으로 가장 성공적 첫 데뷔를 한 아티스트가 된 것이다.

### Backstreet's Back (1996–1997)
1997년도가 되면서, 팝 스타일의 음악은 스파이스 걸스와 한슨이 뜨면서 미국에서 가장 큰 인기를 구가하기 시작한다. 자이브 레코드 사와 펄만은 백스트리트 보이스를 고국인 미국으로 돌아오게 한다. 그들은 그들의 두 번째 앨범인 Backstreet's Back을 녹음하기 시작했고, 그 앨범을 "Quit Playing Games with my heart"란 싱글과 함께 1997년 8월에 동시 발매한다. 그들은 미국 차트에서 히트를 쳤고, 독일, 노르웨이, 스위스, 핀란드, 그리고 오스트리아에서 1위로 데뷔했다. 여태까지 발매한 두 앨범은 전 세계에서 2천 8백만장이 팔리게 된다.(미국에서만 천만장)
1997년 12월부터, 백스트리트 보이스는 20개국, 60개 도시의 콘서트 투어를 개시한다. 1997년도엔, 리트럴과 나중에 합류한 매클레인, 리처드슨, 그리고 더러가 루 펄먼을 고소한다. (멤버들이 만들어낸 수익의 75%나 가져가 멤버들이 작곡가들과 연주가들에게 돈을 주고 나면 남은 것이 거의 없을 정도로 심했음. 또 밴드가 벌어들인 돈을 잘못된 곳에 사용한다고 고소를 하였다. 이건 NSYNC 와 같은 다른 저명한 보이밴드에도 비슷한 양상의 고소가 일어난다.) 이 사건은 1998년이에야 해결된다.
그의 여자친구(지금은 부인)인 레이크한 월리스의 주장을 따라 1998년엔, 브라이언 리트럴이 미국 39개 도시 투어 도중에 심장 수술을 받게 된다. 그는 2번이나 심장 수술을 전에 연기했었고, 태어난 뒤 4살때 박테리아 감염으로 인해 생사의 고비를 넘긴 걸로 인해 그는 심장의 잡음으로 인해 고생을 많이 해왔었다. 짧은 시간이 흐른뒤, 백스트리트 보이스는 하위 더러의 누나가 루퍼스 병으로 인해 죽었다는 소식을 듣고 미네소타에서의 공연을 모두 취소한다. 1998년 10월에는 백스트리트 보이스는 2억 5천만원의 수익을 낸 올란도에서의 태풍피해 위문 공연을 한 것으로 올란도 시장으로부터 "시에서 없어선 안 될 존재들"이란 상을 받는다. 1999년 2월 17일에는 백스트리트 보이스는 RIAA에서 발매한 첫 번째 다이아몬드 인증(백만 장 돌파)을 받게 된다. 그 당시, 그들은 새로운 매니저를 뽑고 있었다. 그 매니저는 "The Firm"이라 불리는 회사로서 림프 비즈킷과 콘이란 밴드의 매니저 역할을 한 것으로 유명하다. 그들의 새로워진 매니저 팀과 함께, 백스트리트 보이스는 펄먼이 재협상을 해 더 호의적인 제안을 멤버들에게 하기 전까지 펄먼을 몇번더 고소한다. 백스트리트 보이스가 펄먼의 백스트리트 보이스에 관한 모든 권리를 사들였다고 "The Firm"은 명시했다.

### Millennium (1999–2000)
첫 번째 싱글인 "I Want It That Way"가 세계적으로 엄청난 성공을 거두자, 밀레니엄 앨범에 대한 기대는 높았다. 1999년 5월 18일 밀레니엄이 판매되기 시작했다. 판매되기로 첫날, 밀레니엄은 빌보드 200에서 1위로 데뷔를 하고, 10주 동안 1위를 유지한다.(비록 연속 1위는 아니었지만). 113만 4천 개의 앨범을 첫주에 팔아치웠다. 이건 전의 닐센 사운드 스탠과 가스 브룩스가 만든 앨범이 첫주에 판 판매량의 기록을 뛰어넘는 것이다. 밀레니엄은 거의 오십만개의 앨범을 첫날 미국에서만 팔아치웠다. 이 앨범의 기록은 나중에 브리트니 스피어스에 의해 2000년에, 그리고 NSYNC의 No strings attached에 의해 다시한번 깨지고 만다.
밀레니엄은 1999년에만 944만 5천 732장을 판매하면서, 1999년의 가장 잘 팔린 앨범에 등극한다. 밀레니엄은 빌보드 차트에서 93주 동안이나 머문다, 결국 미국에서만 1200만장이 팔리고 13개의 플래티넘 인증을 받게 된다. 2007년이 끝나자, 이 앨범은 미국에서 사운드 스캔 시대에 4번째로 많이 팔린 앨범에 선정된다. 2003년에는 그당시 천 오백9십만 장을 판 이 앨범은 지난 14년간 미국에서 뮤직 클럽 판매량에서 4번째로 가장 우수한 앨범으로 선정된다. 캐나다에선 1995년부터 2007년 12월까지 캐나다에서 일곱 번째로 많이 팔린 앨범으로 선정된다.
백스트리트 보이스의 성공에 인상을 받은 소니 비엠쥐는 (이미 자이브의 부모격회사의 20%지분을 가지고 있는 회사)는 남은 지분인 80%을 3조원에 다 사들인다. 이건 레코드 사가 지불한 금약중의 최고치이다. 그 도중에 "The Firm"은 자이브 레코드 사와, 프로모터 클리어 채널사로부터 음반 작업 및 공연의 서비스 증진을 위해 천만 달러를 협상한다. 1999년이 끝날 무렵, 백스트리트 보이스는 그들의 자이브와의 계약이 무효하다는 걸 밝히면서 새로운 문제에 직면하게 된다. 곧, 백스트리트 보이스는 자이브와 600억원의 계약을 맺는다. 이건 레코드 계약중에선 가장 큰 거래중 하나였다.

### Black&Blue와 Greatest Hits (2000–2001)
2000년 11월에 백스트리트 보이스는 새로운 앨범을 발매한다. Black&Blue란 앨범이름의 아이디어는 백스트리트 보이스가 LA에서 화보촬영을 할 때 브라이언이 생각해낸 것이다. Black&Blue의 발매를 홍보하기 위해, 백스트리트 보이스는 스웨덴, 일본, 호주, 남아공, 브라질, 그리고 미국등지의 전 세계를 100시간 동안 여행했다: 55시간의 비행과 45시간의 공식 활동. 앨범은 첫주에 미국에서만 190만 장을 팔았다. 이 기록은 두 앨범 연속 발매 첫 주에 100만 장 이상 판 유일의 아티스트란 칭호를 줬다. 2000년 11월에, Black&Blue는 발매 첫 주에 전 세계적으로 500만 장을 팔아치운다, 1주 만에 판 판매량 기록을 다시 한번 갈아치운 것이다. 13곡 중 6곡은 멤버들이 작곡에 공동 참여했고, 2곡은 순전히 멤버들이 작곡하여 만들어진 Black&Blue는 발매 첫 주에 10개국에서 골드인증을 받고 지금까지 30개국에서 플래티넘 인증을 받았다.
발매한 지 일주일 만에, Black&Blue의 첫 번째 싱글인 "Shape Of My Heart"는 미국전역의 40개의 라디오 방송국의 171개의 방송 중 170개에 방송에서 방송이 되었다. 그 당시 전 세계적으로는 그 곡은 스웨덴, 노르웨이, 캐나다, 독일, 스위스, 오스트리아,그리고 네덜란드에서 1위로 데뷔를 하고. 전 세계적으로는 1500만장을 판다. 2000년이 끝날 무렵, 앨범의 두 번째 싱글인 "The Call"이 영국차트에서 10위를 기록하고, 세 번째 싱글인 "More Than That"은 20위 안에 들었다.
2001년에, 백스트리트 보이스는 그들의 "Black&Blue" 투어를 시작했다. 이 투어는 5개의 대륙에서 치러졌는데, 이 투어는 엄청나게 비싼 제작비로도 유명했다. 이 투어는 CBS 방송국에서 스페셜이라고 해서 크게 방송,홍보되었다. "Black&Blue" 투어는 알코올과 마약중독, 그리고 보스턴 호텔에서의 리처드슨과의 갈등으로 인한 우울증으로 매클레인이 재활훈련이 필요하다고 보고가 되었을 때 도중 멈춰졌다. 투어는 9월달로 미루어졌다. 9.11 사태로 인해 백스트리트 보이스의 크루인 대니얼 리가 죽고만다. 그는 그의 임신한 아내와 함께 보스턴에서 LA까지 여행을 하며 휴가를 보내고 있었던 중이었다. 그의 죽음은 백스트리트 보이스의 나머지 전 세계 투어의 취소를 야기했다. 뉴욕에서의 사태에서도 불구하고, 백스트리트 보이스는 그날밤 토론토에 가서 계획된 콘서트를 감행했다.

### 휴식기 2002~2004
2002년엔, 백스트리트 보이스는 그들의 매니저회사인 "The FIrm"과 떨어지고 싶다는 강력한 의사를 표현했다. 그런데 닉 카터는 그의 솔로 활동의 매니저 역할로 "The Firm"을 선택했다. 이 선택은 백스트리트 보이스의 앞으로의 활동에 장애를 낳았고, 이 예상치 못한 선택은 밴드로 하여금 공백을 낳았다. 평론가들에 따르면, 블록버스터 급 앨범 발매에 굶주려있던 자이브 레코드사는 이 상황에선 연말에 닉 카터의 솔로 앨범과 더 나아가 2003년에 발표하기로 한 백스트리트 보이스의 다음 앨범 제작을 돕는 일 이외에는 다른 선택이 없었다.
2002년에는, 카터의 솔로 앨범인 "Now or Never"이 발매되었다. 이 앨범은 빌보드 200에서 17위가 전성기였고, 골드인증을 받았다. 백스트리트 보이스가 자이브의 부모격 회사인 "좀바 뮤직 그룹"이란 회사를 상대로 계약 위반혐의로 75~100만 불 소송을 준비하자 백스트리트 보이스와 자이브 레코드 사와의 관계가 더욱 나빠졌다. 백스트리트 보이스는 좀바 사가 백스트리트 보이스가 그들의 4번째 앨범을 홍보하려고 시작하기 직전에 Now or Never을 홍보했다고 주장했다. 소송에 따르면 1999년 11월에, 백스트리트 보이스는 1994년에 맺었던 계약을 개정하고, 좀바 사와 함께 두개 이상의 앨범을 같이 내기로 계약을 새로 맺었다고 한다. 예전에 결정된 계약의 일부로서, 백스트리트 보이스는 다수의 돌려받을 수 없는 지불을 좀바로부터 받았고 이것은 미래의 로열티 상승을 낳았다.
2002년 11월에, 브라이언의 아내인 레이한 리트럴이 부부의 첫 번째 자식인 배일리 토마르 와일리 리트럴을 낳았다. 2003년 12월엔, AJ 매클레인이 오프라 윈프리 쇼에 나와, 그의 알코올과 마약중독, 그리고 그의 갑작스러운 유명세로 인한 내적 갈등에 대해 처음으로 공개적으로 말문을 열었다. 나머지 멤버들은 그를 지지하려고 갑작스럽게 쇼에 나와 AJ를 놀래주었다. 이것은 2년 만에 백스트리트 보이스 모든 멤버들이 공식적 자리에서 함께 모인 것이었다. 백스트리트 보이스는 새 컴백 앨범을 녹음하기 위해 그룹을 재건하고 서로 화해를 하기 시작했다.
2004년엔 백스트리트 보이스가 그들의 컴백을 홍보하기 위해 함께 공연하기 시작했다. 9월달에는 그들은 아주 작은 아시아 투어를 시작했다. 그들은 베이징, 상하이, 도쿄, 그리고 마닐라를 방문했고, 이 투어의 큰 성공에 힘입어, 그들은 멕시칸 투어를 열어 멕시코 시티와 몬트레이에 방문해 새로운 모습을 보여주었다. VHI 방송국에서 Behind The Music이란 백스트리트 보이스에 관한 1시간짜리 다큐멘터리를 텔레비전으로 방송하면서 새로워진 백스트리트 보이스에 대한 관심은 커져만 갔다.

### 5번째 앨범 Never Gone
3년간의 휴식 기간뒤, 그들의 첫 싱글 "Incomplete" 가 2005년 3월 28일 라디오 방송국에 공개되었다.
이 앨범의 이름인 "Never Gone"(가버리지 않은)은 케빈 리처드슨의 아버지가 사망하신 것에 대한 애도를 바탕으로 지어졌다. 급격한 음악적 변화가 롤링스톤과 같은 음악 잡지들의 부정적인 비판을 낳았다. 롤링스톤은 이 앨범에 별 하나를 주었다.
2005년 7월 14일, 백스트리트 보이스는 그들의 컴백 앨범인 Never Gone을 발매하였다. 이 앨범은 녹음하는 데에만 1년을 넘게 투자한 앨범이다. 이 앨범은 첫주에 29만 천장을 팔며 미국 차트에 3위로 데뷔한다. 그리고 일본, 파키스탄, 독일, 인도, 칠레, 브라질 그리고 대한민국에서 1위로 데뷔한다. 같은 년에 브라이언 리트렐의 싱글 곡인 "In Christ ALone"이 미국 기독교 차트에서 1위를 한다. 백스트리트 보이스는 그들의 "Never Gone"투어를 7월 플로리다의 웨스트 팜 비치에서 시작했다. 이 투어는 처음으로 오세아니아 주를 방문했다.
Never Gone은 미국에서 플래티넘 인증을 받았고, 4개의 싱글을 발매했다. 그들의 첫 번째 싱글은 Incomplete, 두 번째 싱글은 Just Want You To Know, 그리고 세 번째 싱글은 미국에선 Crawling Back To You, 다른 곳에선 I Still 로 발매되었다. 전 세계적으로 Never GOne은 약 천만장정도를 판매하였다. 백스트리트 보이스의 두 번째 싱글인 Just Want You to know는 Uk차트에서 10위를 기록했다. 그러나 미국에서는 그리 성공적이지 못했다. 이 싱글은 빌보드 100에서 70밖에 기록하지 못하면서, 역대 백스트리트 보이스가 미국에서 발매한 싱글 중 가장 낮은 성적을 냈다. 세 번째 전 세계(미국 제외) 싱글인 I Still은 20만장이 팔리면서 일본 차트에서 1위로 데뷔한다. 이 기록은 일본 차트에서 외국 노래가 정상을 차지한 첫 번째의 기록이라 한다. 세 번째 미국(다른 나라 제외) 싱글인 Crawling Back To You는 빌보드 어덜트 컨템포러리 차트에서 15위를 기록했다.

### 6번째 앨범 Unbreakable
백스트리트 보이스의 여섯 번째 앨범은 다양한 음악적 스타일을 가지고 있다. 예전의 90년대 중반의 댄스 팝을 새로워진 기타와 함께 팝/락 사운드를 냈다. Unbreakable은 공식적으로 2007년 10월 30일에 발매되었다. 이것은 백스트리트 보이스의 2005년 앨범인 Never Gone의 다음작이자, 케빈의 탈퇴 이후 처음 만든 앨범이다. 7월 25일, 그들의 첫 번째 싱글인 Inconsolable 이 발매되었다. Inconsolable은 피아노 중심의 파워풀한 발라드로 Never Gone의 Incomplete과 유사하다. 미국 어덜트 컨템포래리 차트엔 21위로 데뷔하였으나, 빌보드 100에는 86위밖에 기록하지 못했다.
Helpless When She Smiles은 Unbreakable의 두 번째 싱글이다. 이것은 미국 어덜트 컨템포래리 차트에서 52밖에 기록하지 못하였고, 빌보드 100에는 전혀 들지 못하였다.
앨범의 두 번째 트랙인 Everything But Mine은 Unbreakable의 세 번째 싱글이다. 이것은 뮤직 매거진 잡지사와의 인터뷰 도중, 카터와 매클레인이 공식적으로 세 번째 싱글이라고 발표했다.
앨범이 음악적으로는 호평을 받았으나, 전 앨범인 Never Gone 만큼 좋은 성적을 내진 못하였다. Unbreakable은 첫 주에 8만 천 개의 판매량을 올리며 빌보드 200에서 7위로 데뷔하였다. 데뷔한 지 두 주째 되자. Unbreakable은 100위 밖으로 밀려났다. 이런 저조한 판매량은 빌보드100에서 86에 그친 첫 싱글 Inconsolable의 미국에서의 부진이 주된 이유일 것이다. 그러나 앨범은 국제적으로는 좋은 성적을 냈다. 일본에서는 2주 연속 1위를 기록하였다.
백스트리트 보이스는 일본 도쿄에서 2008년 2월 16일을 시작으로 월드 투어를 시작했다. Unbreakable 투어는 이미 호주, 일본, 멕시코, 영국, 유럽, 그리고 아시아에서의 콘서트를 끝내었다. 백스트리트 보이스는 뉴 햄프셔의 길포드에서의 8월 16일 공연, 미네소타의 성 바울에서의 8월 23일 공연, 그리고 시카고의 라비니아의 8월 24일 공연을 시작으로 북미 투어를 시작한다. 투어 DVD는 런던의 O2 Arena에서 연 콘서트를 촬영한 걸로 만들어진다.

### 7번째 앨범 This Is Us
백스트리트 보이스는 2009년 10월 6일에 정규 7집 This Is Us를 공개했다. 타이틀곡은 Bye Bye Love이지만 정규 7집에서 가장 유명한 곡은 Straight Through My Heart이다.
레이디 가가의 'Just Dance'의 핵심인물인 RedOne 이 대부분의 곡을 맡았으며 이들과 같이 함께해온 Max martin 과 작업한 'Bigger', 원래의 백스트리트 보이스 스타일을 고수하고 있는 곡은 'All Of Your Life' 가 있다. Straight Through My Heart는 상당히 완성도가 높은 곡으로 주목받았으며 공개하자마자 한국 및 각 국가에서 음원 차트 상위권을 휩쓸었다.

### 2010년~2012년 활동
2011년부터 2013년 4월까지 NKOT 와 같이 활동하였다.
2006년에 탈퇴했던 케빈 리처드슨이 19주년 되는 날인 4월 20일에 복귀하였다
이에 그치지 않고 2012년 11월 6일 디지털 음반으로 아마존과 아이튠즈로 신곡을 발표한다.
해당 신곡은 크리스마스송인 It's Christmas Time Again이다.

### 2013년 활동
1993년 4월 20일에 데뷔한 후 2013년 4월 20일에 데뷔 20주년을 맞이하였다.
홈페이지를 새로 개편함과 동시에 새로운 앨범 작업 중이며 올해 말에 컴백할 것을 예고하였다.
또한 새 앨범에 수록될 곡들을 프리뷰 방식으로 youtube 에 공개하였다.

## 음반 목록

### 정규 음반
- Backstreet Boys (1996)
- Backstreet's Back (1997)
- Millennium (1999)
- Black & Blue (2000)
- Never Gone (2005)
- Unbreakable (2007)
- This Is Us (2009)
- In A World Like This (2013)
- DNA (2019)

### 컴필레이션 음반
- Backstreet Boys "For the Fans (2000)
- The Hits: Chapter One (2001)
- Playlist: The Very Best of the Backstreet Boys (2010)

### 싱글 음반
- As Long As You Love Me (1998)
- Everybody (1999)
- Larger Than Life (1999)
- Shape Of My Heart (2000)
- Inconsolable (2007)
- Helpless When She Smiles (2007)
- Just Want You To Know (2009)
- Crawling Back To You (2009)
- Straight Through My Heart (2009)
- Bigger (2009)
- This Is Us (2010)
- It's Christmas Time Again (2012)

## 같이 보기
- 가장 많은 음반을 판 음악가 목록
- 보이 밴드
- 미국에서 가장 많이 팔린 음반 목록
- 가장 많이 팔린 음반 목록